# Chùa Phả Lại
Chùa Phả Lại, tên chữ là Chúc Thánh tự, là di tích lịch sử văn hóa cấp Quốc gia thuộc xã Đức Long, thị xã Quế Võ, tỉnh Bắc Ninh. Cách thành phố Bắc Ninh (theo tuyến QL 18) 26 km, cách thủ đô Hà Nội 57 km. Chùa Phả Lại tọa lạc trên đỉnh núi Phả Lại hướng ra cửa sông Lục Đầu (Lục Đầu Giang) phong cảnh hữu tình là một trong những Danh Lam Cổ Tự, chùa được xây dựng vào thời Lý ở thế kỷ XI. Hàng năm chùa mở Lễ hội từ ngày 12 - 14 tháng 8 Âm lịch.